# La Chapelle-sur-Oreuse
La Chapelle-sur-Oreuse is een gemeente in het Franse departement Yonne (regio Bourgogne-Franche-Comté) en telt 412 inwoners (1999). De plaats maakt deel uit van het arrondissement Sens.

## Geografie
De oppervlakte van La Chapelle-sur-Oreuse bedraagt 17,7 km², de bevolkingsdichtheid is 23,3 inwoners per km².
De onderstaande kaart toont de ligging van La Chapelle-sur-Oreuse met de belangrijkste infrastructuur en aangrenzende gemeenten.

## Demografie
Onderstaande figuur toont het verloop van het inwonertal (bron: INSEE-tellingen).